# Предраг Рајић (футсалер)
Предраг Рајић (Нашице, 31. јула 1973) српски је футсалер. Он је један од најуспешнијих футсалера у Србији.
Играо је за Марбо из Београда (клуб који је био пред гашење, па се због тога спојио са САС-ом клубом из Зрењанина) до 2007. До 2008. био у Русији у Дини у главном граду, а наредне три године провео у Економцу, где је и завршио своју каријеру. На Европском првенству 2007. у Португалу, са пет голова био је најбољи стрелац и због тога добио награду Златна патика. Тренутно је тренер Економца.